# Eucryptogona
Eucryptogona é um gênero de mariposa pertencente à família Acrolophidae.